# Sonderzug für Königin Elisabeth II. für ihren Staatsbesuch 1965 in Deutschland

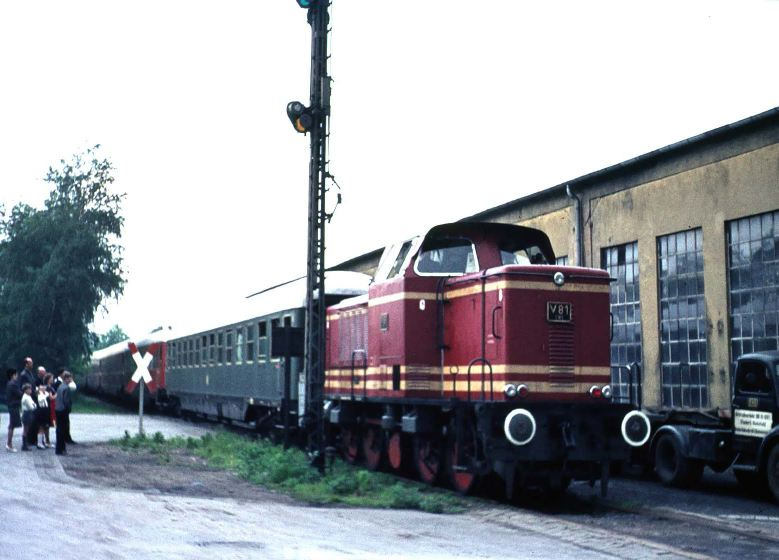
Geführt von TWE-Lok V 81 verlässt der zur Übernachtung für Königin Elisabeth II. bei der RAF in Gütersloh bereitgestellte Sonderzug am Morgen des 27. Mai 1965 die TWE-Strecke

Der Sonderzug für Königin Elisabeth II. für ihren Staatsbesuch 1965 in Deutschland war das wichtigste Fortbewegungsmittel von Königin Elisabeth II. und ihre Residenz während dieses Staatsbesuchs.

## Rahmen
Der Staatsbesuch von Königin Elisabeth II. (und Prinzgemahl Philipp) vom 18. bis 28. Mai 1965 war der erste Staatsbesuch eines britischen Monarchen nach 1909 und damit auch der erste nach den beiden Weltkriegen in Deutschland. Dem Besuch widmeten Medien und Öffentlichkeit deshalb sehr hohe Aufmerksamkeit. Das Deutsche Fernsehen füllte 50 Programmstunden mit Übertragungen zu dem Besuch. Der Staatsbesuch führte die Königin an zahlreiche Orte in der Bundesrepublik Deutschland: Bonn, Koblenz, Wiesbaden, München, Stuttgart, Köln, Düsseldorf, Duisburg, Berlin, Hannover und Hamburg.
Hinzu kamen Soest sowie der Bahnhof Lenningsen, wo der Monarchin ein Ständchen gesungen wurde.

„Während des glänzendsten und langwierigsten Staatsbesuchs in der Geschichte der Bundesrepublik harren Ihrer Majestät – unter anderem – eine Bundesregierung, acht Länderregierungen, acht Parlamentspräsidenten, 15 Stadtoberhäupter und 14 kalte Büfetts.“

Die Anreise erfolgte mit dem Flugzeug.

## Sonderzug
Den größten Teil der Strecke zwischen den einzelnen Besuchsstationen – etwa 3000 km – legte sie in einem Sonderzug der Deutschen Bundesbahn (DB) zurück, in dem sie von den zehn Nächten auf deutschem Boden sieben Mal übernachtete. Der Sonderzug ermöglichte, den engen Zeitrahmen und die vielen Besuchspunkte unterzubringen, und ersparte den protokollarischen Aufwand, den Hotelübernachtungen erfordert hätten. Lediglich für eine Schifffahrt auf dem Rhein und für den Besuch in Berlin wurde auf den Sonderzug verzichtet.
Der Zug wurde von Diesellokomotiven gezogen und bestand darüber hinaus aus 15 Wagen:
| Nr.                   | Typ                 | Funktion                     | Anmerkung |
| --------------------- | ------------------- | ---------------------------- | --- |
| SdrWL4üm Köl          | Schlafwagen         |                              | Wagenpark der Bundesregierung |
| WGy(e) 10816          | Gesellschaftswagen  | Kleiderwagen                 | |
| Salon4üge 10208 Ffm   | Salonwagen          | Prinzgemahl Philipp          | Salonwagen des DB-Vorstandes (ehemals: Reichsverkehrsminister)                                                                         |
| Salon4üm 10214 Köl    | Salonwagen          | Königin Elisabeth II.        | Salonwagen des Bundespräsidenten |
| WG6üge 10832 Ffm      | Gesellschaftswagen  | Gesellschafts- und Bürowagen | |
| WR6üge 1227           | Speisewagen         | Königlicher Speisewagen      | |
| Salon4üge Ffm 10242   | Salonwagen          | Funk- und Personalwagen      | Wurde für den Einsatz von grün auf rot umgespritzt und anschließend wieder auf grün. Befindet sich nunmehr im DDM Neuenmarkt-Wirsberg. |
| WLAB4üm (6 Fahrzeuge) | Schlafwagen der DSG | Schlafwagen                  | Gefolge |
| WG4üge 10834 Köl      | Gesellschaftswagen  | Gepäck- und Bügelwagen       | |
| Bc4üm 17731 Esn       | Liegewagen          | Eisenbahn- und DSG-Personal  | |

Die zuständigen Bahnmeistereien fuhren die benutzten Strecken zunächst mit Draisinen ab. Unmittelbar vor dem königlichen Sonderzug verkehrte aus Sicherheitsgründen ein Vorzug. Außerdem gab es mit einem Triebwagen der Baureihe VT 08 einen weiteren Sonderzug für die Journalisten, die den Besuch begleiteten.
Die Rückreise von Hamburg erfolgte am Abend des 28. Mai 1965 mit der königlichen Yacht Britannia. Nach Abschluss des Besuches dankten der britische Botschafter, Sir Frank Kenyon Roberts, und der Chef des Protokolls des Auswärtigen Amtes der Deutschen Bundesbahn für ihren Beitrag für die reibungslose Durchführung des Staatsbesuchs.